# Lamon
Pour les articles homonymes, voir Lamon (homonymie).
Lamon est une commune de la province de Belluno, dans la région Vénétie, en Italie. En 1993, le « Consortium pour la protection du haricot de Lamon de la Vallata Bellunese » est né et en 1996, le haricot obtient le titre I.G.P. (Indication géographique protégée). De ce fait, cette commune est aujourd'hui très réputée pour sa culture du haricot.

## Administration
| Période                                  | Période  | Identité        | Étiquette | Qualité |
| ---------------------------------------- | -------- | --------------- | --------- | ------- |
| 29 mai 2007                              | En cours | Vania Malacarne |           |         |
| Les données manquantes sont à compléter. |          |                 |           |         |

### Hameaux
Arina, Bellotti, Ciess, Chioè, Correntini, Oltra, Pezzè, Piei, Pian del Vescovo, Rugna, Ronche, San Donato, Sala, Zavena, Maschi, Furianoe, Pugnai

### Communes limitrophes
Arsiè, Canal San Bovo, Castello Tesino, Cinte Tesino, Fonzaso, Sovramonte